# Nicolas Douchez
Nicolas Douchez (Rosny-sous-Bois, 22 april 1980) is een Franse doelman in het betaald voetbal. Hij verruilde in 2011 Stade Rennais voor Paris Saint-Germain, waar hij ging fungeren als reservedoelman achter Salvatore Sirigu. Voordien speelde hij voor onder meer Le Havre AC en Toulouse FC. Hij werd in juli 2016 overgeplaatst naar RC Lens.

## Erelijst
| Kampioen Ligue 1      | 4x | 2012/13, 2013/14, 2014/15, 2015/16 |
| Coupe de France       | 1x | 2014/15                            |
| Coupe de la Ligue     | 3x | 2013/14, 2014/15, 2015/16          |
| Trophée des Champions | 2x | 2013, 2014                         |